# Syed Nayyer Hussain Bokhari
Syed Nayyer Hussain Bokhari (ur. 23 grudnia 1952 w Rawalpindi) – pakistański prawnik i polityk, członek Pakistańskiej Partii Ludowej (PPP), w latach 2002-2007 deputowany do Zgromadzenia Narodowego, od 2007 członek Senatu, od 2012 przewodniczący Senatu. 

## Życiorys

### Kariera zawodowa
Studiował prawo na University of the Punjab w Lahore. W 1977 uzyskał prawo wykonywania zawodu adwokata, od 2010 należy do grona uprawnionych do występowania przed Sądem Najwyższym, co stanowi w Pakistanie najbardziej elitarną grupę wewnątrz tego zawodu. Pełnił szereg funkcji w samorządzie zawodowym, m.in. przez trzy kadencje stał na czele izby adwokackiej w Islamabadzie.

### Kariera polityczna
Do PPP wstąpił jeszcze jako student, w 1968 roku. Jako młodzieniec udzielał się w ruchu przeciwników reżimu Muhammada Ayuba Khana. W okresie rządów Muhammada Zia ul-Haqa był wielokrotnie więziony za działalność opozycyjną. W 1983 został sekretarzem generalnym PPP w Islamabadzie, zaś od 1987 nieprzerwanie stoi na czele stołecznych struktur partii jako ich przewodniczący. W 2002 został wybrany do Zgromadzenia Narodowego, gdzie pełnił funkcję zastępcy głównego whipa PPP. W 2007 przeniósł się do Senatu. Od 2009 był przewodniczącym klubu senackiego PPP. W 2011 kierował pracami powołanego przez premiera Pakistanu komitetu ds. pomocy powodzianom. W 2012 został wybrany na przewodniczącego Senatu. 